# Núñez-Halbinsel
Die Núñez-Halbinsel ist eine felsige und vergleichsweise eisfreie Halbinsel von 8 km Länge, die zwischen der Queen Maud Bay und der Jossac Bight an der Südküste Südgeorgiens liegt und am südwestlichen Ausläufer im Kap Núñez endet.
Die Halbinsel war bereits den ersten Walfängern bekannt, die Südgeorgien anliefen. Der South Georgia Survey nahm zwischen 1951 und 1957 eine geodätische Vermessung vor. Das UK Antarctic Place-Names Committee benannte sie 1958 in Anlehnung an die Benennung des gleichnamigen Kaps.